# Ibrahim Tomiwa
Ibrahim Tomiwa Gbadamosi (* 10. Mai 1988 in Lagos) ist ein nigerianischer Fußballspieler.

## Karriere
Aus der Jugend des heimischen Erstligisten Remo Stars FC wechselte der Stürmer Anfang 2017 in den Nachwuchs von CD Feirense nach Portugal. Später verlieh in der Verein an GD Gafanha sowie den AC Famalicão. Von 2018 bis 2020 war Tomiwa vereinslos, ehe ihn der FC Oqtepa aus Usbekistan verpflichtete. Von dort folgten Ausleihen zu den Ligarivalen Qizilqum Zarafshon und Bunyodkor Taschkent. Letzterer verpflichtete Tomiwa dann fest für die Saison 2022. Mitte Januar 2023 unterschrieb er in Thailand einen Vertrag beim Erstligisten PT Prachuap FC. Für den Verein aus Prachuap bestritt er sieben Erstligaspiele. Im Sommer 2023 wechselte er nach Schweden, wo er sich dem Newroz FC anschloss.